# La mano que mece la silla de ruedas
The Hand That Rocks the Wheelchair (titulado La mano que mece la silla de ruedas en Hispanoamérica y España) es el duodécimo episodio de la novena temporada de la serie Padre de familia emitido en Estados Unidos el 6 de marzo de 2011 a través de FOX. La trama se centra en Meg, a la cual le encomiendan cuidar a su vecino Joe y su hija Susie mientras Bonnie se encuentra fuera de la ciudad. No tarda pues en encandilarse de su vecino al cual empieza a poner nervioso ante las insinuaciones de la adolescente. Por otro lado, Stewie crea por accidente un clon de él más malvado que empieza a aterrorizar todo Quahog.
El episodio está escrito por Tom Devanney y dirigido por Brian Iles. Las críticas por parte de la crítica fueron generalmente positivas por su argumento y referencias culturales. Según la cuota de pantalla Nielsen, el episodio fue visto por 6,32 millones de televidentes en su estreno. El episodio contó con la participación de los actores: Dee Bradley Baker, Colin Ford, Patrick Stewart y Jennifer Tilly junto con el reparto habitual de la serie. El primer anuncio de la trama se hizo en la Convención Internacional de Cómics de San Diego de 2010.

## Argumento
Bonnie debe visitar a su padre que está convaleciente en el hospital, por lo que le pide a Lois que cuide de Joe y su hija en su ausencia. Sin embargo y a pesar de aceptar el cargo, es ella la que le manda el recado a Meg. Al día siguiente Meg se presenta en casa de los Swanson e informa a Joe de que en ausencia de su mujer ella se encargará de los dos. Al cabo de unos días se empieza a forjar una amistad que se va haciendo cada vez más estrecha hasta tal punto que cuando Joe la acerca al instituto, esta empieza a pensar que es su novio. A la mañana siguiente, decide hacerle el desayuno con la esperanza de que este responde afectivamente hacía ella, sin embargo, Joe no parece mostrar ningún interés en Meg, la cual continua tirándole indirectamente los trastos durante el resto del día. Una noche, después de recibir una llamada de Bonnie para avisar de que va a volver a casa, Meg viaja hasta el aeropuerto dónde Bonnie debe embarcar, las intenciones de Meg es ganar tiempo a toda costa para seguir tanteando a Joe, para ello aprovecha que su vecino está durmiendo para robarle la pistola y trasladarse hasta el aeropuerto y meter el arma dentro de la bolsa de mano de Bonnie, en consecuencia, Bonnie es detenida por posesión ilegal de armas.
Desconociendo la suerte que ha corrido su mujer en el aeropuerto, Joe invita a Meg a comer fuera como agradecimiento, sin embargo, las cosas entre Joe y Meg van muy lejos cuando esta le propone tener "otro" bebé. Consternado por la joven, a la mañana siguiente Joe habla con Peter y Lois sobre el comportamiento de Meg. Aunque escéptica al principio, finalmente Lois cae en la cuenta de que Meg se ha prendado de Joe y le pide que vuelva a la realidad, ya que los dos no tienen nada en común. Meg reconoce que su madre tiene razón y a la mañana siguiente Meg está en la calle a la espera de que vuelva Joe del trabajo, cuando este se lleva una desagradable sorpresa al ver como Meg se abalanza sobre su coche de policía en marcha con el consecuente atropello de ella. Momentos antes de perder el conocimiento, la joven le confiesa haberlo hecho para lisiarse como su vecino y estar juntos para siempre. Inmediatamente, Joe se la lleva al hospital donde se recupera de las heridas. Finalmente, Meg se disculpa ante sus vecinos, a Joe por su extraño comportamiento y a Bonnie por conseguir que la detuvieran.
Por otro lado, Stewie tiene un encontronazo con un niño con el cual no sale bien parado, Brian interpreta esto como una debilidad de Stewie. Para remediarlo, Stewie crea una máquina que le hará ser más malo, sin embargo acaba creando sin darse cuenta un clon idéntico a él (con la diferencia de que el clon tiene los colores la ropa invertida). Al día siguiente, el clon de Stewie ataca premeditadamente a Brian desapareciendo después, cuando Stewie comprueba lo sucedido descubre "su obra", la cual es considerada como una genialidad, sin embargo el clon escapa a su control y huye tras atacar a Stewie y a Brian por enésima vez. Stewie y Brian tratan de encontrarle, mientras este otro empieza a cobrarse víctimas (la primera: una mujer a la que le robó el coche después de matarla). Para conseguir acabar con el clon, Stewie utiliza a Brian como cebo para atraer al susodicho ser empezando a continuación una pelea en la que ambos se quedan desnudos haciendo imposible a Brian identificar quién es quién, por lo que el can decide preguntar por los pies de cada uno, ya que el punto débil de Stewie es el pie y disparar al que no reacciona por lo que al final consigue decantarse por uno de ellos. Finalmente, Stewie le agradece a Brian el haber elegido correctamente mientras ambos se van a casa.
El episodio acaba con una imagen congelada de Stewie en el que se da media vuelta y lanza una sonrisa macabra con los ojos amarillos similares a los de un felino en referencia al videoclip de Michael Jackson: Thriller.

## Producción y desarrollo
Los primeros detalles del episodio se dieron a conocer en la Convención Internacional del Cómic de San Diego de 2010 por el actor habitual Patrick Warburton, el episodio está escrito por Tom Devanney y dirigido por Brian Iles en el transcurso de la novena temporada. Peter Shin y James Purdum, quienes tiempo atrás ejercieron de directores de animación trabajaron como supervisores de dirección en el episodio, junto con Andrew Goldberg, Alex Carter, Elaine Ko, Spencer Porter y Aaron Blitzstein como equipo de guionistas. El compositor Ron Jones compuso la música para el episodio.
Aparte del reparto habitual, los actores Dee Bradley Baker, Colin Ford, Patrick Stewart y Jennifer Tilly prestaron las voces a sus respectivos personajes. Otros frecuentes fueron Alex Breckenridge, Ralph Garman y el guionista Danny Smith.